# Manou – flieg’ flink!
Manou – flieg’ flink! ist ein deutscher 3D-Animationsfilm aus dem Jahr 2019.

## Handlung
Manou, ein männlicher Mauersegler, der bei Möwen an der französischen Mittelmeerküste aufgewachsen ist, erkennt erst im Erwachsenenalter, dass er anders ist als seine Geschwister. Nach einem Zwischenfall wird er von der Kolonie verstoßen und macht sich auf die Suche nach seiner wahren Identität. Dabei stößt er auf eine Gruppe von Mauerseglern und schließt sich ihnen an. Nach anfänglichen Problemen wird er in die Gruppe aufgenommen. Als Gefahr droht, kann er seiner neuen Familie beweisen, was in ihm steckt. Etwas später gelingt ihm dasselbe bei seiner Adoptivfamilie. Danach ziehen seine neue und alte Familie gemeinsam mit Manou nach Süden.

## Figuren
| Name      | Tierart            | Original-Sprecher | dt. Synchronsprecher |
| Manou     | männl. Mauersegler | Josh Keaton       | Friedrich Mücke      |
| Kalifa    | weibl. Mauersegler | Cassandra Steen   | Cassandra Steen      |
| Yves      | männl. Möwe        | Willem Dafoe      | Oliver Kalkofe       |
| Blanche   | weibl. Möwe        | Kate Winslet      | Ulrike Stürzbecher   |
| Yusuf     | männl. Mauersegler | Nolan North       | Omid-Paul Eftekhari  |
| Poncho    | männl. Mauersegler | Arif S. Kinchen   | Moritz Brendel       |
| Luc       | männl. Möwe        | Mike Kelley       | Nils Weyland         |
| Francoise | weibl. Möwe        | Julie Nathanson   | Katharina Weyland    |
| Parzival  | männl. Perlhuhn    | David Shaughnessy | Dominik Kuhn         |

## Trivia
Cassandra Steen spricht in der englischen Version, ebenso wie in der deutschen, den Part der Kalifa.
Bei einem Flug der Mauersegler durch die Stadt fliegen sie an einer Litfaßsäule vorbei, an der ein Filmplakat von Alfred Hitchcock’s Film Die Vögel hängt.

## Auszeichnung
Die Musik des Films hat den ersten Platz des Deutschen Filmmusikpreises für die beste Musik in einem Animationsfilm im Jahr 2019 gewonnen.